# لورا دوغلاس
لورا دوغلاس (بالإنجليزية: Laura Douglas)‏ هي رسامة أمريكية، ولدت في 1886، وتوفيت في 1962.